# Welvaartsvast
Welvaartsvast is de term die gebruikt wordt om aan te geven dat een uitkering stijgt of daalt met de gemiddelde stijging of daling van het inkomen in een land. De term kan gebruikt worden voor bijvoorbeeld pensioenen of sociale uitkeringen.
Het verwante begrip waardevast geeft aan dat de uitkering gelijk op gaat met de verandering in het prijsniveau. Bij een stijging van het reële inkomen stijgt een welvaartsvaste uitkering meer dan een waardevaste uitkering.
Wanneer wordt afgesproken dat een uitkering welvaartsvast zal zijn, kan dit gedefinieerd worden aan de hand van bijvoorbeeld een loonindex, bijvoorbeeld de indexcijfers van de cao-lonen zoals deze door het CBS worden vastgesteld.
Het is de bedoeling dat de Nederlandse AOW-uitkering welvaartsvast is.